# Вінсент Ді Фейт
Вінсент Ді Фейт (англ. Vincent Di Fate; нар. 21 листопада 1945) — американський художник, який спеціалізується на ілюстрації наукової фантастики, фентезі та реалістичного космічного мистецтва. 25 червня 2011 року він був включений до Зали слави наукової фантастики.
Ді Фейт народився в Йонкерсі, Нью-Йорк. Він навчався у Школі дизайну Фенікс у Нью-Йорку та здобув ступінь магістра з ілюстрації в Університеті Сіракуз.
Він увірвався в журнали фантастики з ілюстраціями до трьох різних історій у серпневому випуску Аналог: наукова фантастика та факти за серпень 1969 року під редакцією Джона Вуда Кемпбелла, і зробив свою першу ілюстрацію для обкладинки для листопадового номера.
Ді Фейт називає свою книгу «Нескінченні світи» 1997 року «першою повною історією мистецтва наукової фантастики в Америці».

## Нагороди
Ді Фете отримав премію Г'юго як найкращий професійний художник на Всесвітній конвенції наукової фантастики 1979 року (за роботу 1978 року) і був номінований десять разів з 1972 по 1985 рік. За свій життєвий внесок він отримав Меморіальну премію Едварда Е. Сміта за творчу фантастику («Жайворонок») від Асоціації наукової фантастики Нової Англії в 1987 році та премію Чеслі від художників фентезі та наукової фантастики в 1998 році. Він також отримав премію Френка Р. Пола за видатні досягнення в науково-фантастичній ілюстрації (1978) і премію Ленсмана за внесок у життя в 1990 році, а також був почесним гостем на Worldcon 1992 року. У 2003 році він отримав нагороду Rondo на церемонії вручення нагород Rondo Hatton Classic Horror Awards за роботу над обкладинкою програми Monster-Mania Convention Program.

## Книги
- Каталог апаратного забезпечення наукової фантастики Ді Фейта (Workman Publishing Co, 1980), Ді Фейт і Ян Саммерс ISBN 0-89480-127-9 /0-89480-126-0 (пбк.)
- Нескінченні світи: фантастичні візії науково-фантастичного мистецтва (Penguin, 1997) ISBN 0-670-87252-0
- Мистецтво наукової фантастики Вінсента Ді Фейта (Paper Tiger, 2002) ISBN 1-85585-949-1[3]

Infinite Worlds отримав щорічну премію Art Book Locus Award.